# Sju sjömansvisor och Byssan Lull
Sju sjömansvisor och Byssan Lull är Evert Taubes första vissamling.
Vissamlingen tillkom under sommaren 1919 då Taube tillsammans med konstnärsvännen Kurt Jungstedt vistades på Skagen. Jungstedt var också den som illustrerade boken. Boken publicerades av Bonnier samma år. I boken finns en dedikation: "Till Hildegard Terésia Kraker von Schwarzenfeld och hennes syster Helén från Evert Taube och Kurt Jungstedt. Skagen i sydvestlig vind och solsken 1919."

## Innehåll
- Karl-Alfred och Ellinor
- Turalleri eller Piken i Hamburg
- Resa till Spanien eller En sjömatros uti blåa kläder
- Den sköna Helén eller Flickan i Peru
- Fritiof Andersson
- Albertina eller Där byggdes ett skepp uti Norden
- Bohuslänningarnas dryckesvisa
- Byssan Lull